# Sologitarr
Sologitarr eller leadgitarr kallas gitarr då det används för att spela melodi, instrumentala utfyllnader. I rock- och metalgrupper har sologitarristen ofta medhjälp av en andragitarrist som spelar kompgitarr. I vissa rock- och metalgrupper spelar de två ett så kallat gitarrtandem.
På engelska heter det Lead Guitar. Kallas också förstagitarr. Buddy Holly m.fl. har spelat ett mellanting mellan solo- och kompgitarr.